# Micreumenes arabicus
Micreumenes arabicus är en stekelart som beskrevs av Giordani Soika 1979. Micreumenes arabicus ingår i släktet Micreumenes och familjen Eumenidae. Inga underarter finns listade i Catalogue of Life.